# Region Südostoberbayern
Region Südostoberbayern (niem. Planungsregion Südostoberbayern) – region planowania w Niemczech, w kraju związkowym Bawaria, w rejencji Górna Bawaria. Siedzibą regionu jest miasto na prawach powiatu Rosenheim.
Region leży w południowej części Bawarii. Na wschodzie i południu graniczy z Austrią, na zachodzie z regionami planowania Oberland oraz Monachium, a na północy z regionem planowania Landshut.

## Podział administracyjny
W skład regionu Südostoberbayern wchodzi:
- jedno miasto na prawach powiatu: (kreisfreie Stadt)
- pięć powiatów ziemskich (Landkreis)

Miasta na prawach powiatu:
| Lp. | Nazwa miasta | Ludność (31.12.2010) | Powierzchnia km² |
| --- | ------------ | -------------------- | ---------------- |
| 1   | Rosenheim    | 61 299               | 37,25            |

Powiaty ziemskie:
| Lp. | Nazwa powiatu        | Ludność (31.12.2010) | Powierzchnia km² | Liczba gmin |
| --- | -------------------- | -------------------- | ---------------- | ----------- |
| 1   | Altötting            | 107 711              | 569,41           | 24          |
| 2   | Berchtesgadener Land | 102 389              | 839,97           | 15          |
| 3   | Mühldorf am Inn      | 110 282              | 805,32           | 31          |
| 4   | Rosenheim            | 249 772              | 1439,40          | 46          |
| 5   | Traunstein           | 170 521              | 1533,92          | 35          |